# Hutianske
Hutianske je přírodní památka v oblasti Slovenský ráj.
Nachází se v katastrálním území města Spišská Nová Ves v okrese Spišská Nová Ves v Košickém kraji. Území bylo vyhlášeno či novelizováno v roce 1988 na rozloze 2,5984 ha. Ochranné pásmo nebylo stanoveno.